# Freixo de Numão
Freixo de Numão ist eine Ortschaft und Gemeinde im Norden Portugals. Sie war vermutlich als Fraxinum eine regional bedeutende römische Stadt. Eine Vielzahl Ausgrabungsstätten aus verschiedenen Epochen befinden sich im Gemeindegebiet.

## Geschichte
Die seit 1980 intensivierten Ausgrabungen belegen eine vorgeschichtliche Besiedlung. So bestand hier zur Kupfersteinzeit eine zweireihig befestigte Siedlung mit etwa 40 Personen. Vermutlich wurde sie später verlassen, bevor sich etwa 2000 v. Chr. erneut Menschen dauerhaft hier niederließen. Keramikfunde zeigen die Existenz einer lebendigen bronzezeitlichen Ortschaft, während Werkzeug und andere Funde auf eine verhältnismäßig bedeutende eisenzeitliche Ortschaft schließen lassen. Auch in der Umgebung bestanden zu der Zeit eine Reihe Ortschaften. Nach der Eroberung der befestigten Ortschaft der Castrokultur durch die Römer entstand hier ab dem ersten Jahrhundert v. Chr. scheinbar eine Civitas, jedoch sind weitere Ausgrabungen nötig, um die Größe und Bedeutung der damaligen römischen Siedlung einzuschätzen. Die bisherigen Funde zeigen eine Vielzahl Bauten von einfachen Häusern bis zu Villen, römischen Minen, und Einrichtungen des Weinbaus und der Olivenölproduktion. Man vermutet hier die römische Stadt Fraxinum.
Die ab dem frühen 5. Jahrhundert n. Chr. einbrechenden Germanenvölker scheinen hier nicht gesiedelt zu haben. So fehlen jedwede archäologische oder topologische Hinweise auf Sueben oder Westgoten. Auch die ab 711 folgende Eroberung durch die Araber hinterließ hier keine Spuren. Erst im Zusammenhang mit der Reconquista erwachte Numão und seine zwischenzeitlich entstandene Burg im 12. Jahrhundert zu neuem Leben. Am 12. März 1372 wurde Freixo de Numão zur Vila (Kleinstadt mit Verwaltungsrechten) erhoben. Anfang des 16. Jahrhunderts wuchs die Bevölkerung des Ortes deutlich, insbesondere durch den Zuzug von Juden, die aus Spanien vor der Inquisition nach Portugal flüchteten. Der Ort um die Burg Numão herum gelangte damit zu vergleichbarer Bedeutung aus seiner römischen Zeit. In der Ebene unterhalb der Burg entwickelte sich mit Freixo de Numão nun ein wachsender Ort. 1583 wurde dieser der Universität Coimbra abgabepflichtig unterstellt, und 1601 hatte er bereits ein eigenes Gericht, jedoch wurde der offizielle Sitz der Rechtsprechung erst im 17. Jahrhundert von Numão nach Freixo verlagert.

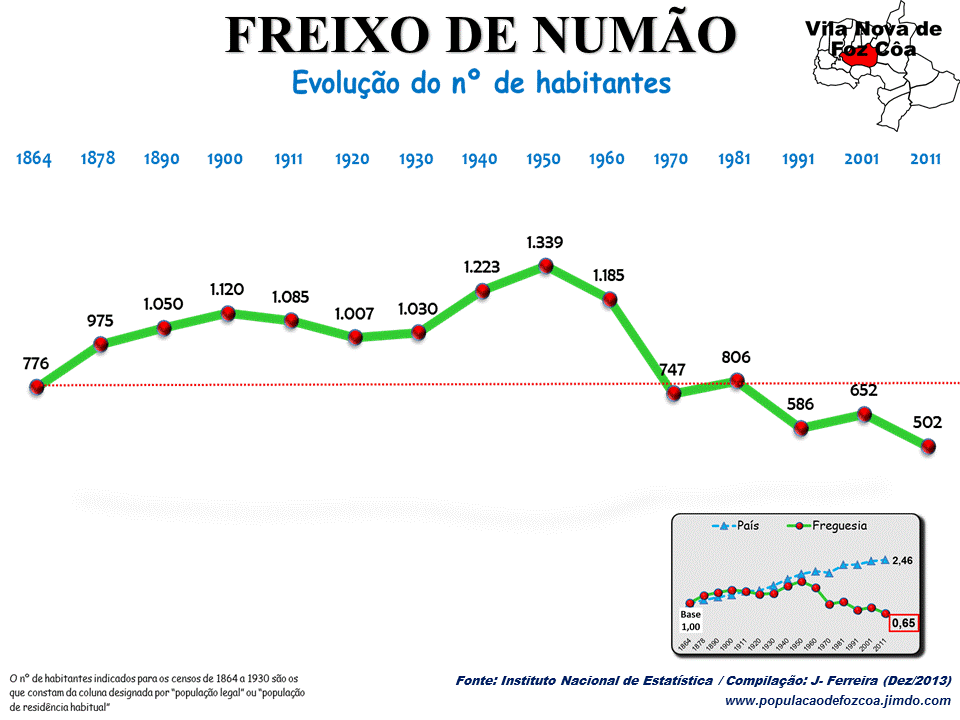
Bevölkerungsentwicklung der Gemeinde Freixo de Numão 1864–2011

Im Verlauf der verschiedenen Verwaltungsreformen nach der Liberalen Revolution 1822 und dem folgenden Miguelistenkrieg wuchs der Verwaltungskreis von Freixo de Numão 1836 durch Angliederung aufgelöster Nachbarkreise deutlich. Er bestand nun aus 11 Gemeinden. Am 31. Dezember 1853 wurde der Kreis von Freixo de Numão jedoch aufgelöst und dem Kreis Vila Nova de Foz Côa angegliedert. In der Folge wurde das weitere Wachstum des Ortes gebremst, und er entwickelte sich seither nur noch im Rahmen des allgemeinen Fortschritts.

## Verwaltung
Freixo de Numão ist Sitz einer eigenständigen Gemeinde (Freguesia) im Kreis (Concelho) von Vila Nova de Foz Côa. In ihr leben 502 Einwohner (Stand 30. Juni 2011).
Im Zuge der administrativen Neuordnung in Portugal wurde sie am 29. September 2013 um die aufgelöste Gemeinde Murça erweitert.

## Verkehr

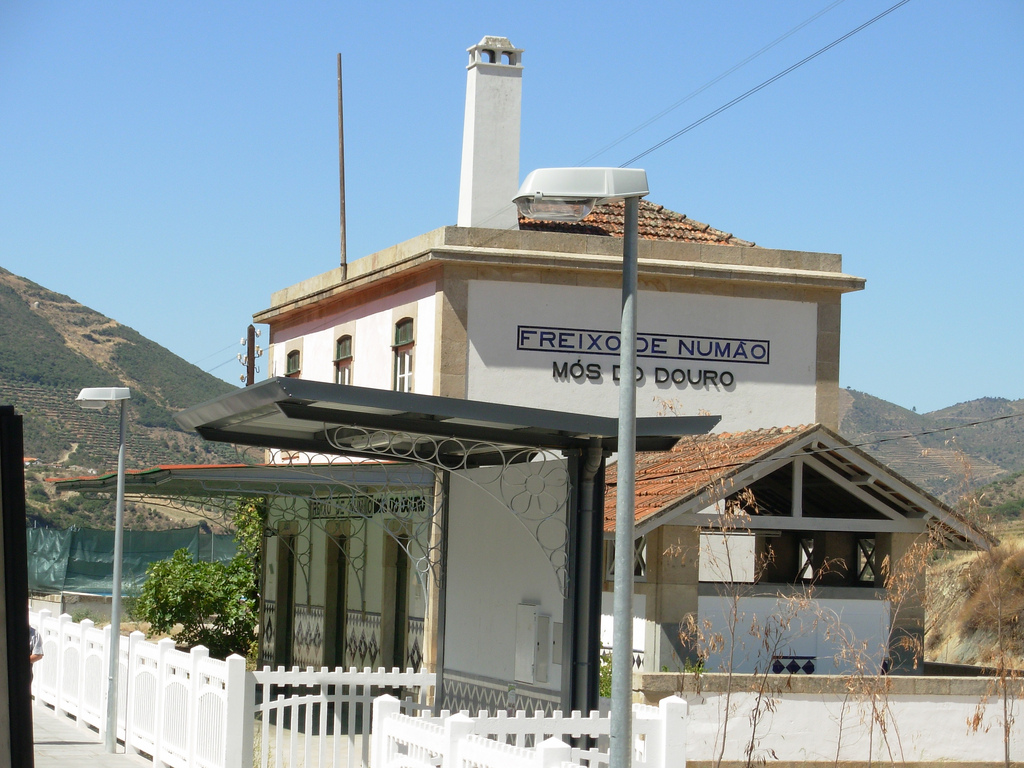
Der Bahnhof von Freixo de Numão

Mit dem gemeinsamen Bahnhof mit Mós außerhalb des Hauptortes ist die Gemeinde an die Eisenbahnstrecke Linha do Douro angeschlossen.
Über die Nationalstraße N324 ist der Ort an die 5 km östlich verlaufende Schnellstraße IP2 (hier auch Europastraße E802) angebunden, die etwa 70 km südlich zur Distrikthauptstadt Guarda führt.